# Melithreptus laetior
Melithreptus laetior, "guldryggig honungsfågel", är en fågelart i familjen honungsfåglar inom ordningen tättingar. Den betraktas oftast som underart till svarthakad honungsfågel (Melithreptus gularis ), men urskiljs sedan 2016 som egen art av Birdlife International och IUCN.
Fågeln förekommer i norra Australien, från Pilbararegionen i Western Australia till Kap Yorkhalvön. Den kategoriseras av IUCN som livskraftig.